# Rolf Thielecke
Rolf Thielecke (fl. XX secolo) è stato un bobbista tedesco.

## Biografia
Viene ricordato come vincitore di una medaglia d'argento nella sua disciplina, ottenuta ai campionati mondiali del 1937 (l edizione tenutasi a St. Moritz, Svizzera) insieme ai suoi connazionali H. Fischer, Lohfeld e Gerhard Fischer
Vinse una medaglia di bronzo l'anno successivo ai mondiali del 1938, dove vinse anche un oro nel bob a due. Sempre nel bob a due vinse una medaglia d'argento nel 1939.